# 후사인 1세

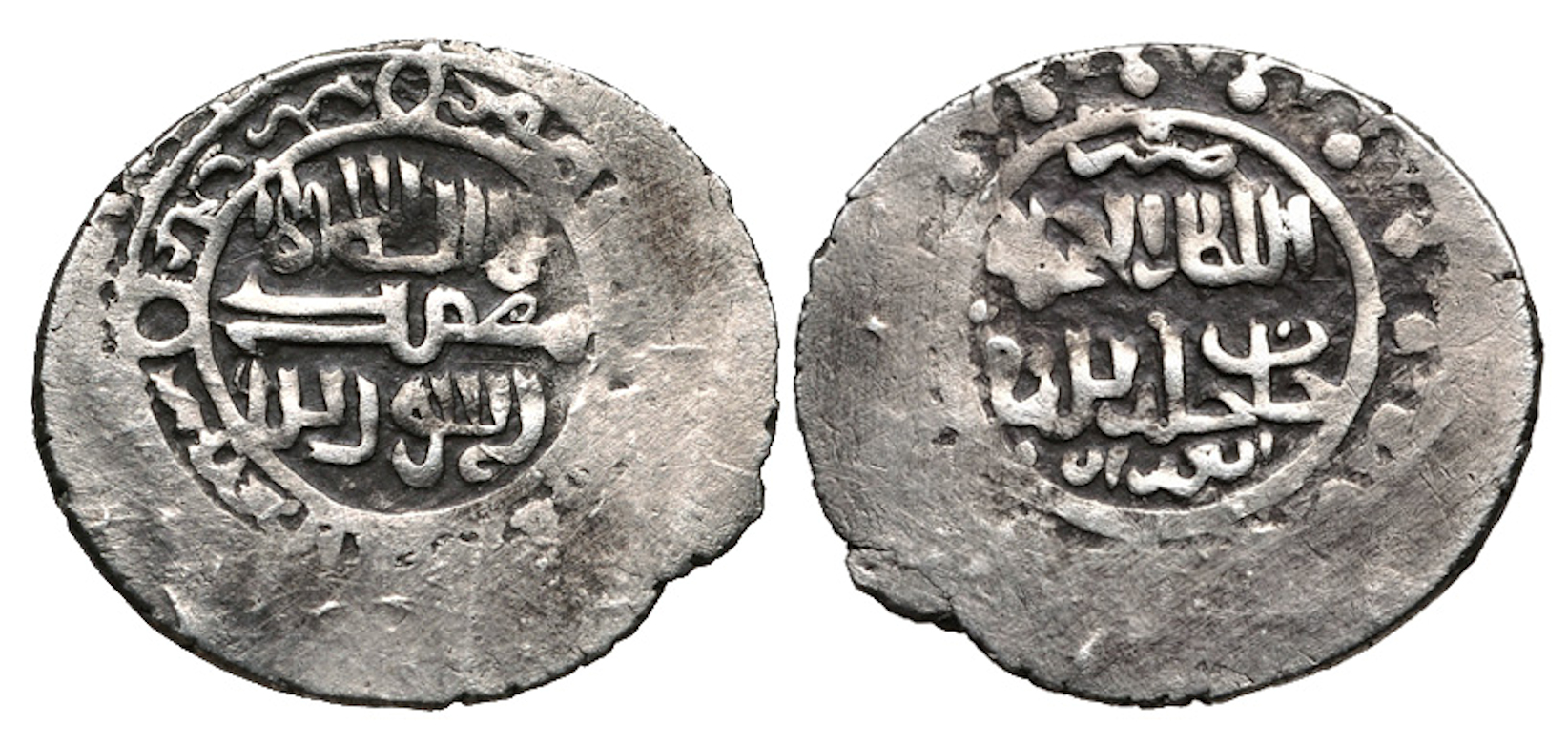

후사인 1세(Shaikh Hussain Jalayir, ? ~ 1382년)는 잘라이르 왕조의 제4대 술탄(재위 : 1374년 ~ 1382년)이다. 그는 우웨이스 1세의 아들이었고 하산의 동생이었다.

## 생애
1374년 형인 하산이 살해당하고 나서 타브리즈에서 추대되어 왕위에 올랐다. 즉위한 지 얼마 안 되어 우웨이스 1세의 사위인 무자파르 왕조의 샤 마흐무트가 쳐들어왔다. 샤 마흐무트는 타브리즈를 점령하는 데 성공했지만 질병 때문에 그 곳을 포기했다. 샤 마흐무트가 가자 무자파르 왕조의 왕인 샤 슈자가 침입해왔다. 샤 수자 역시 타브리즈를 점령했으나 본국의 반란 때문에 회군하였다. 무자파르 왕조의 군대가 떠난 후 후사인 1세는 서쪽 변경을 괴롭히던 흑양조의 군대와 맞서 큰 성과를 거두었다.
후사인 1세의 재위기간은 외적으로도 혼란했지만 내적으로는 더욱 혼란했다. 후사인 1세의 형제들인 아흐마드, 샤이흐 알리(Shaikh Ali), 바야지트(Bayazid)가 독자적인 세력을 바탕으로 후사인 1세를 몰아내려 하고 있었으며, 후사인 1세를 지지하던 유일한 아미르 아딜 아카(Adil Aka)마저도 그에게서 등을 돌렸다.
결국 후사인 1세는 1382년 타브리즈를 점령한 아흐마드에 의해 처형당하고 말았고 후사인 1세를 처형한 아흐마드는 스스로 술탄의 자리에 올랐다.

## 같이 보기
- 하산 부주르그
- 우웨이스 1세
- 자라이르 왕조
- 타브리즈
- 하산

| 이전 하산 | 제4대 자라이르 왕조의 술탄 1374년 ~ 1382년 | 다음 아흐마드 |